# Hauenstein Bergrennen

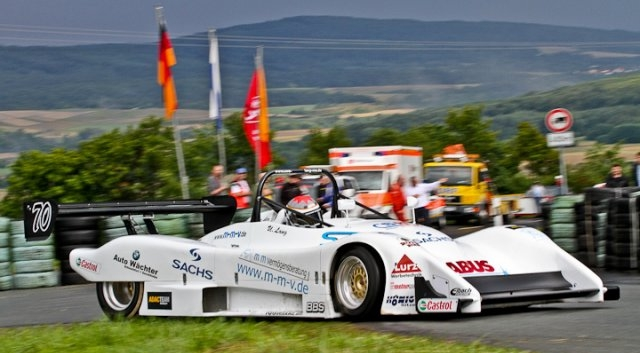
Einfahrt in die Jopp-Kurve

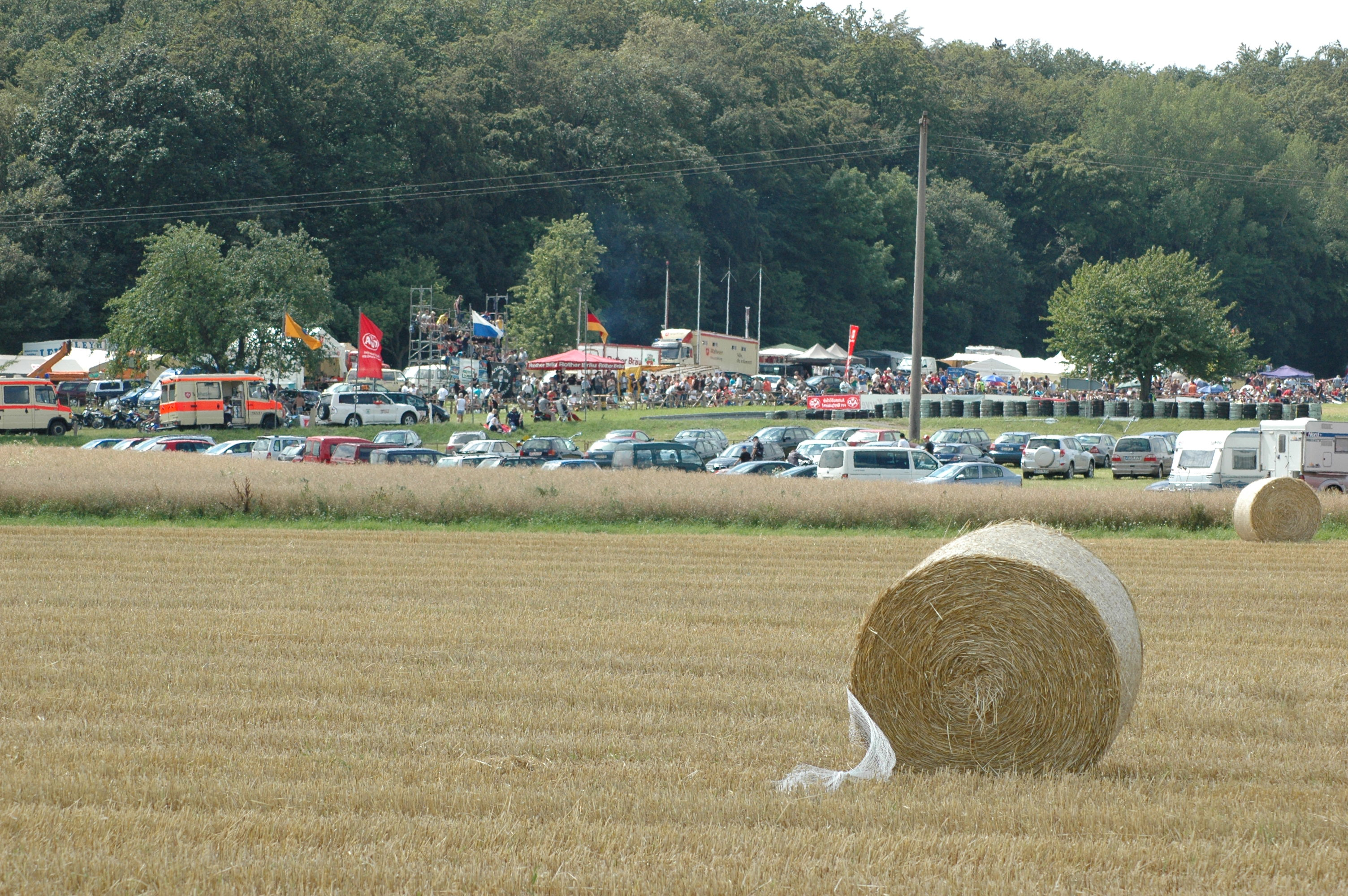
Blick von Osten auf die Jopp-Kurve

Das Hauenstein Bergrennen ist ein seit 1969 jährlich ausgetragenes Bergrennen auf Hausener Gemarkung, einem Teil der Verwaltungsgemeinschaft Fladungen im unterfränkischen Landkreis Rhön-Grabfeld.
Namensgeber des Rennens ist die nahe der Rennstrecke liegende Wüstung Hauenstein. Die Strecke verläuft auf einem abgesperrten Teilstück der Kreisstraßen NES27 und NES26. Ausrichter der meist im August stattfindenden Veranstaltung ist der Motorsportclub Rhön e. V. im ADAC. Der ausrichtende Verein wirbt für das Rennen mit dem Slogan:

„Das absolute Motorsport-Highlight der bayerischen Rhön.“

## Ablauf

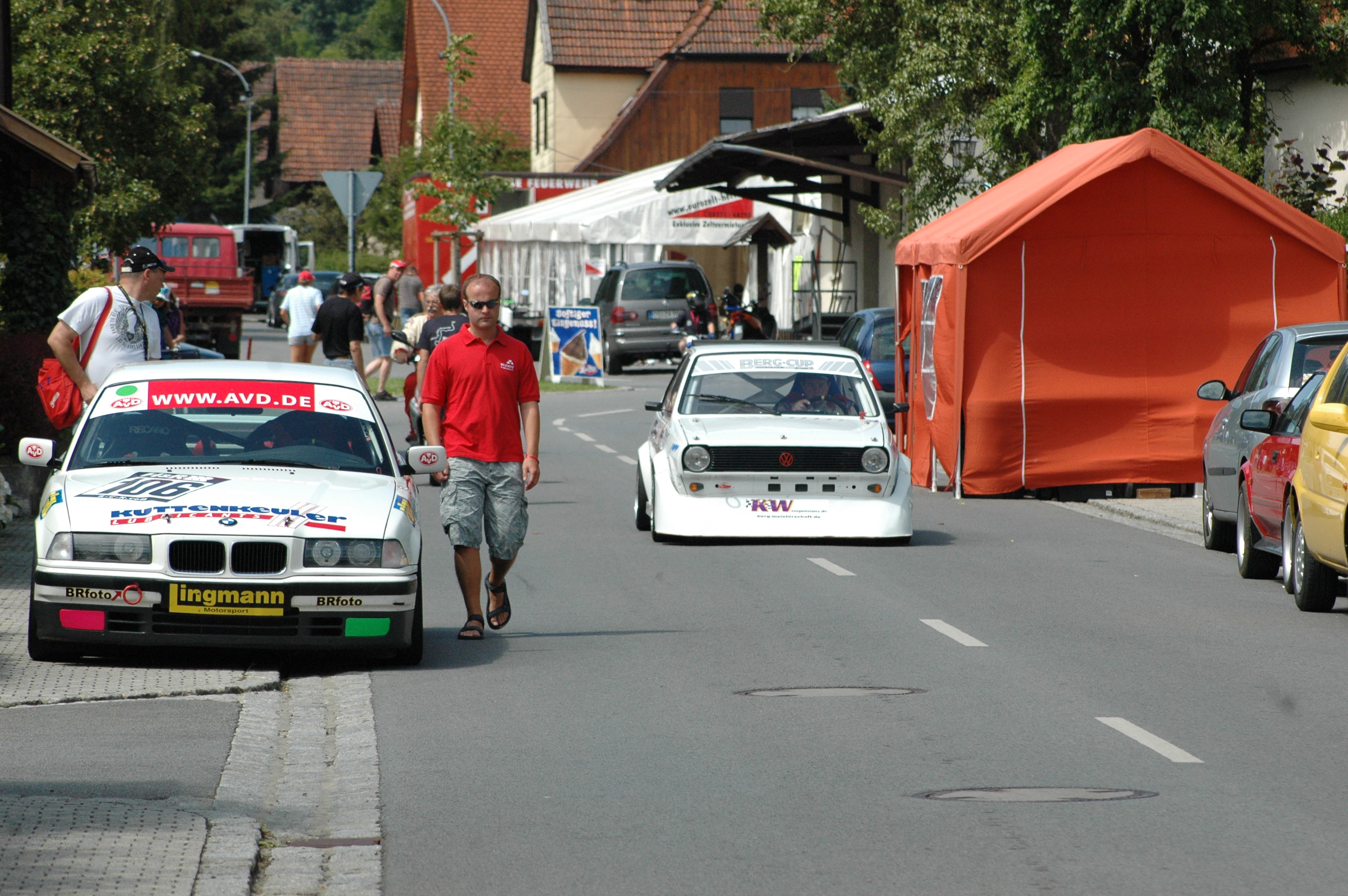
Fahrerlager in Hausen mit Blick auf das Festzelt

Am Freitag finden sich die Fahrer in dem in ein Fahrerlager umfunktionierten Dorf ein. Abends ist die offizielle Begrüßung im Festzelt mit anschließender Feier. Am Samstag folgen die Trainingsläufe, in denen sich die Rennfahrer mit der Strecke vertraut machen. Sonntags finden die drei Rennläufe statt. Die Rückführung verläuft über die Hochrhönstraße und am Weiler Hillenberg vorbei nach Hausen zurück. Ausnahme ist der dritte Rennlauf, nach dem die Fahrer in zwei Konvois die Motorsport-Rennstrecke zurück ins Dorf fahren. Nach dem Rennen findet im Festzelt die Siegerehrung statt.
Für die Zuschauer wird jährlich eine umfassende Infrastruktur geschaffen: Zuschauerplätze, Essensstände, Toilettenanlagen entlang der Rennstrecke. Zuschauer ab 15 Jahren müssen für den Aufenthalt an der Rennstrecke aus versicherungstechnischen Gründen eine Eintrittskarte (vor Ort oder im Vorverkauf) erwerben. Für die Zuschauer sind Campingplätze sowie Parkplätze ausgewiesen.

## Ausgetragene Meisterschaften
Das Rennen besteht aktuell (Stand 2024) aus Läufen folgender Meisterschaften:
- Deutsche Automobil-Berg-Meisterschaft
- DMSB-Automobil-Berg-Cup
- DMSB-Junioren-Berg-Pokal
- Luxemburger Automobil Berg Meisterschaft
- KW Berg-Cup
- NSU Bergpokal im KW Berg-Cup

## Geschichte

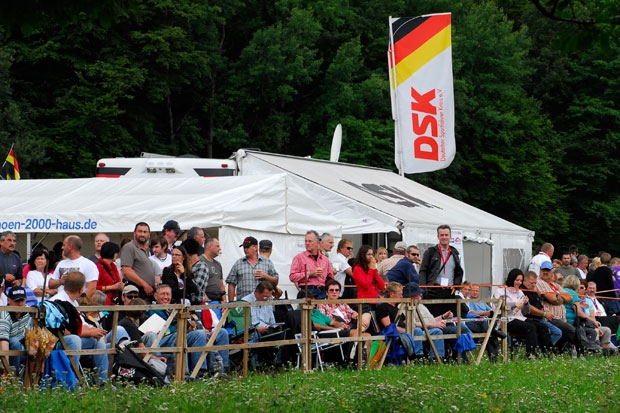
Zuschauer an der Jopp-Kurve

Die Initiative, in Hausen ein Bergrennen zu veranstalten, stammt von Karl Exner. Mit einigen Freunden organisierte er 1969 das erste Rennen. Organisatorisch wurden sie von Fritz Steigerwald, damals Regierungsrat am Landratsamt Mellrichstadt, und Alex Hösl, Bundestagsabgeordneter aus Nordheim vor der Rhön, unterstützt. Auf Kritik äußerten sie:

„In einer demokratischen Gesellschaft soll man allen Sportgruppen die Möglichkeit einräumen, ihren Sport auszuüben.“

Am Freitagabend des ersten Rennwochenendes stürmte es so stark, dass ein Teil der Infrastruktur zerstört wurde. Trotz schneller Wiederherstellung über Nacht sorgten das Wetter und ein kleines Starterfeld für ein finanzielles Desaster. Dank der Sponsoren konnten die Finanzen allerdings wieder aufgebessert und damit das Rennen in den Folgejahren erneut durchgeführt werden. Die ersten drei Rennen hießen „Heidelstein Bergrennen“, ehe es auf eine Empfehlung des damaligen Bürgermeisters Markert in „Hauenstein Bergrennen“ umbenannt wurde. Der große Durchbruch gelang mit der Ausrichtung der Deutschen Bergmeisterschaft. Exner wurde in der Doppelkurve ein Gedenkstein gestiftet.

### Strecke
Die Strecke wurde zuletzt 2007 umgebaut und erhielt ihre heutige Länge von 4200 m bei 249 m Höhenunterschied. Der Start liegt südlich von Rüdenschwinden auf der Kreisstraße NES27. Die Teilnehmer fahren von dort auf den Ort Hausen zu, biegen aber vor dem Ortseingang rechts ab auf die NES26 und fahren in westlicher Richtung bergauf, wobei eine Schikane („Jopp-Schleife“) die Geschwindigkeiten verringert. Das Ziel liegt beim Rhönhof.

### Tödlicher Unfall 1984
Am 19. August 1984 ereignete sich auf der Rennstrecke ein Unfall, bei dem der Rennfahrer Karl Jordan ums Leben kam. Die Umstände des Unfalls wurden nicht restlos geklärt. „Karl Jordan kam damals mit seinem March 802 BMW Formel 2 in einer leichten Kurve, die als Gerade gefahren wird, aus ungeklärter Ursache mit rund 130 km/h von der Strecke ab und prallte gegen einen Baum. Nach Angaben von Polizei und Staatsanwaltschaft war Jordan auf der Stelle tot.“
Im Bereich der Doppelkurve wurde ein Gedenkstein für ihn errichtet.

### Liste der Gesamtsieger
Die Liste umfasst die Gesamtsieger nach Jahren. Sie nennt die Fahrer sowie die Fahrzeuge, mit denen sie siegten. Für das Jahr 1969 ist kein Gesamtsieger angegeben.
| Jahr | Name             | Fahrzeug            |
| ---- | ---------------- | ------------------- |
| 1970 | J. Pawlowski     | NSU Spider          |
| 1971 | K. Manhard       |                     |
| 1972 | F. Winkler       | Porsche – Lotus     |
| 1973 | Peter Stürtz     | Chevron-BMW         |
| 1974 | E. Maring        | Maco 374 F3         |
| 1975 | E. Maring        | Maco F3             |
| 1976 | F. Geschwendner  | Porsche Carrera     |
| 1977 | P. Rössler       | Maco 375 F3         |
| 1978 | M. Ketterer      | TOJ                 |
| 1979 | H. Deutsch       | TOJ-SC              |
| 1980 | Peter Stürtz     | Lola-BMW            |
| 1981 | A. Krebs         | Osella PA8          |
| 1982 | O. Niegel        | Chevron F3          |
| 1983 | Walter Petrazza  | Toleman F2          |
| 1984 | Peter Stürtz     | March BMW F2        |
| 1985 | Peter Stürtz     | March BMW F2        |
| 1986 | Peter Stürtz     | SM-BMW F2           |
| 1987 | Horst Fendrich   | Maurer F2           |
| 1988 | Horst Fendrich   | Maurer F2           |
| 1989 | Horst Fendrich   | Maurer F2           |
| 1990 | Herbert Rostek   | Reynard F3000       |
| 1991 | Horst Fendrich   | Osella PA9          |
| 1992 | Herbert Stenger  | EB-BMW C3           |
| 1993 | Horst Fendrich   | Osella PA9          |
| 1994 | R. Fink          | PRC-BMW C3          |
| 1995 | Herbert Stenger  | EB-BMW C3           |
| 1996 | Horst Fendrich   | Martini F2          |
| 1997 | A. Wagner        | Martini F2          |
| 1998 | Herbert Stenger  | Junior-BMW C3       |
| 1999 | Herbert Stenger  | EB-BMW CN3.0        |
| 2000 | Horst Fendrich   | Reynard F3000       |
| 2001 | Horst Fendrich   | Reynard F3000       |
| 2002 | Uwe Lang         | Osella BMW CN 3.0   |
| 2003 | Herbert Stenger  | EB-BMW CN 3.0       |
| 2004 | Alexander Hin    | Reynard Judd F3000  |
| 2005 | Alexander Hin    | Reynard Judd F3000  |
| 2006 | M. Steiner       | Martini BMW CN 3.0  |
| 2007 | Reto Meisel      | Mercedes RM1 Judd   |
| 2008 | M. Steiner       | Martini BMW CN 3.0  |
| 2009 | J. Weidinger     | Osella PA 20 CN 3.0 |
| 2010 | M. Steiner       | Martini BMW CN 3.0  |
| 2011 | Uwe Lang         | Osella PA 20 CN 3.0 |
| 2012 | Uwe Lang         | Osella PA 20 CN 3.0 |
| 2013 | Uwe Lang         | Osella PA 20 EVO    |
| 2014 | Uwe Lang         | Osella PA 20 S EVO  |
| 2015 | Norbert Brenner  | Opel Vectra GTS     |
| 2016 | N. Brenner       | Opel Vectra GTS     |
| 2017 | Uwe Lang         | Osella PA 20/S Evo  |
| 2018 | M. Wolpert       | Dallara F303        |
| 2019 | Alexander Hin    | Osella PA 30        |
| 2020 | ausgefallen      | –                   |
| 2021 | ausgefallen      | –                   |
| 2022 | Patrik Zajelsnik | Norma M20FC         |

## Strecke

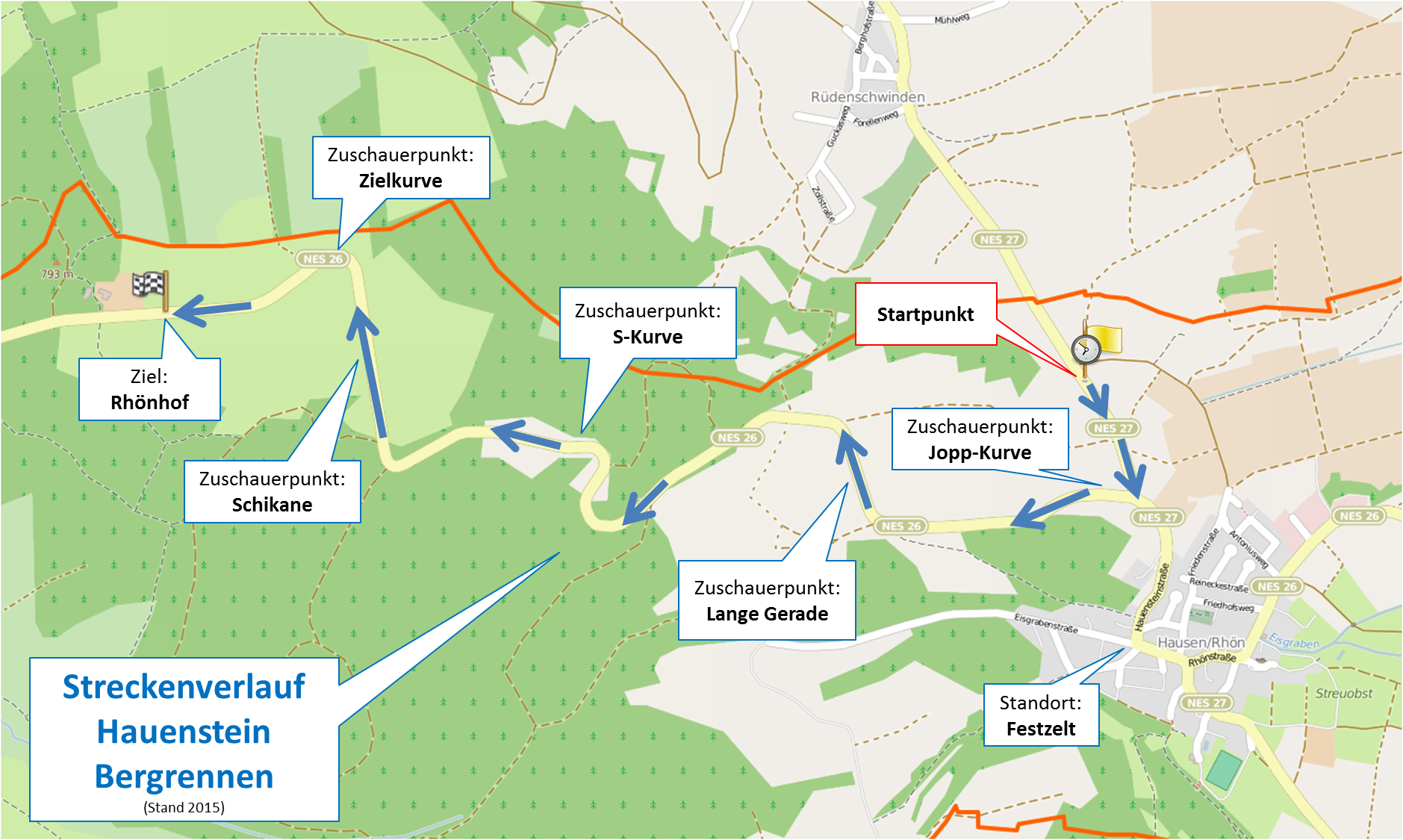
Der Streckenverlauf des Hauenstein Bergrennens mit Zuschauerpunkten (Stand 2015)

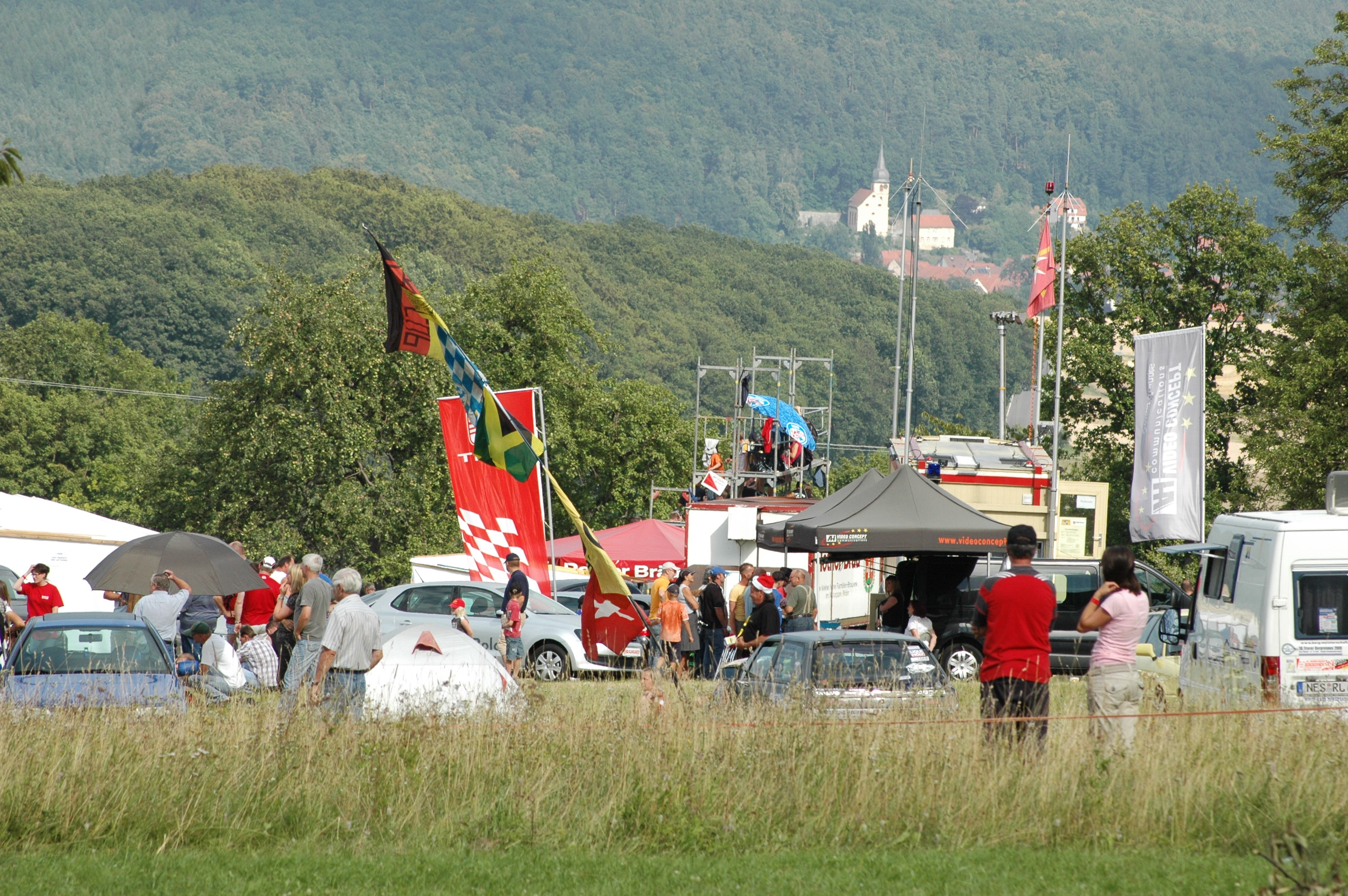
Zuschauertribüne Jopp-Kurve mit Heufurt

Die aktuelle Streckenlänge beträgt 4,2 km, die durchschnittliche Steigung 8 %, der Höhenunterschied 249 m. Den Streckenrekord auf der aktuellen Strecke hält seit 2019 Alexander Hin aus Elzach auf einem Osella PA 30 mit einer Zeit von 1:38,773 min.
Der Start liegt in einer Senke zwischen Hausen und Rüdenschwinden auf der NES 27. Anschließend geht es Richtung Hausen bergwärts. Auf der Jopp-Kurve genannten Kreuzung geht es auf der NES 26 in einer Rechtskurve weiter den Berg hinauf. Auf einer 750 Meter langen Geraden kann stark beschleunigt werden, ehe eine Rechtskurve gefolgt von einer Linkskurve kommt. An einer erneuten Linkskurve wechselt die Strecke vom offenen Feld in den Wald. Es folgt eine Rechts-Links-Doppelkurve mit einem weiteren Stück annähernd gerader Strecke sowie eine weitere scharfe Rechtskurve. Auf der folgenden Geraden muss an einer Schikane (Jopp-Schleife) nach rechts ausgewichen werden, ehe eine weitere mittelschnelle Linkskurve gefolgt von einer sanften Rechtskurve folgt. Am Rhönhof endet die Strecke.
Frühere Streckenrekorde:
- Streckenlänge 1970: 3,300 km; Streckenrekord: J. Pawlowski, NSU Spider (1970)
- Streckenlänge 1971 bis 1998: 3,800 km; Streckenrekord: Herbert Stenger, C 3 BMW EB (1998)
- Streckenlänge 1999 bis 2003: 3,435 km; Streckenrekord: Horst Fendrich, Reynard F 3000 (2001)
- Streckenlänge 2004 bis 2006: 3,910 km; Streckenrekord: Alexander Hin, Reynard Judd F 3000 (2005)
- Streckenlänge seit 2007: 4,200 km; Streckenrekord: Alexander Hin, Osella PA 30 (2019)